# Hedy Stenuf
Hedwig "Hedy" Stenuf (Viena, 18 de julho de 1922 – Hallandale Beach, Flórida, 7 de novembro de 2010) foi uma patinadora artística austríaca, que competiu no individual feminino representando a Áustria (1935–36), a França (1936–37) e os Estados Unidos (1938–40). Ela conquistou uma medalha de prata e uma de bronze em campeonatos mundiais e foi vice-campeã do campeonato nacional americano. Stenuf disputou os Jogos Olímpicos de Inverno de 1936 terminando na sexta posição.

## Principais resultados
| Resultados | Resultados        | Resultados       | Resultados    | Resultados    | Resultados    | Resultados       | Resultados    | Resultados    | Resultados    | Resultados    | Resultados    | Resultados    |
| Internacional | Internacional     | Internacional    | Internacional | Internacional | Internacional | Internacional    | Internacional | Internacional | Internacional | Internacional | Internacional | Internacional |
| Evento/Temporada | 1934– 1935        | 1935– 1936       | 1936– 1937    | 1937– 1938    | 1938– 1939    | 1939– 1940       |               |               |               |               |               |               |
| --- | ----------------- | ---------------- | ------------- | ------------- | ------------- | ---------------- | ------------- | ------------- | ------------- | ------------- | ------------- | ------------- |
| Jogos Olímpicos |                   | 8.ª (AUT)        |               |               |               |                  |               |               |               |               |               |               |
| Campeonato Mundial | 4.ª (AUT)         |                  | 4.ª (FRA)     | (USA)         | (USA)         |                  |               |               |               |               |               |               |
| Campeonato Europeu | 7.ª (AUT)         | 6.ª (FRA)        | 4.ª (FRA)     |               |               |                  |               |               |               |               |               |               |
| Nacional |                   |                  |               |               |               |                  |               |               |               |               |               |               |
| Campeonato Austríaco | Medalha de bronze | Medalha de prata |               |               |               |                  |               |               |               |               |               |               |
| Campeonato dos Estados Unidos                                                                                                 |                   |                  |               |               |               | Medalha de prata |               |               |               |               |               |               |
| |                   |                  |               |               |               |                  |               |               |               |               |               |               |
| Legenda: Competição não foi disputada nesta temporada; Representando: (AUT) = Áustria; (FRA) = França; (USA) = Estados Unidos |                   |                  |               |               |               |                  |               |               |               |               |               |               |